# Tecnologia de Gerenciamento Ativo
A Tecnologia de Gerenciamento Ativo, também conhecida como Active Management Technology (AMT), é uma tecnologia da Intel, presente em alguns de seus processadores e chipsets, que facilita o gerenciamento out-of-band remoto de computadores, pelo uso de um pequeno processador secundário localizado na placa-mãe.
Este controlador OOB tem um firmware embarcado que é executado no Manageability Engine (ME), um pequeno subsistema incluído no northbridge da placa-mãe (ou na placa de rede, no caso da versão 1.0 do AMT). O firmware AMT é armazenado no mesmo chip onde fica o BIOS, e eles normalmente são atualizados em conjunto.
Atualmente, está disponível em computadores com tecnologia vPro e cPro.